# Narva
Narva es una ciudad del noreste de Estonia, ubicada en el condado de Ida-Viru. Se trata de la tercera localidad con más habitantes del país, tras Tallin y Tartu.
La localidad se ha desarrollado en torno al castillo de Hermann, construido por los daneses en el siglo XIII en la margen izquierda del río Narva, mientras que en la otra orilla se levantó la fortaleza de Ivángorod bajo dominio moscovita. Narva ha cambiado de manos en numerosas ocasiones, habiendo sido controlada por la Orden de Livonia, el Imperio sueco, el Imperio ruso y la Unión Soviética hasta la proclamación de la independencia de Estonia, a la que actualmente pertenece. Desde 1945 el río Narva es una frontera natural entre Estonia y Rusia.
La ciudad fue bombardeada durante la Segunda Guerra Mundial y apenas quedan edificios de la época anterior. Los soviéticos repoblaron con ciudadanos de otras repúblicas atraídos por la industria, en detrimento de la población estonia. Desde entonces la población rusohablante ha sido mayoritaria. Narva es también conocida por producir la mayor parte de la energía consumida en Estonia.

## Historia

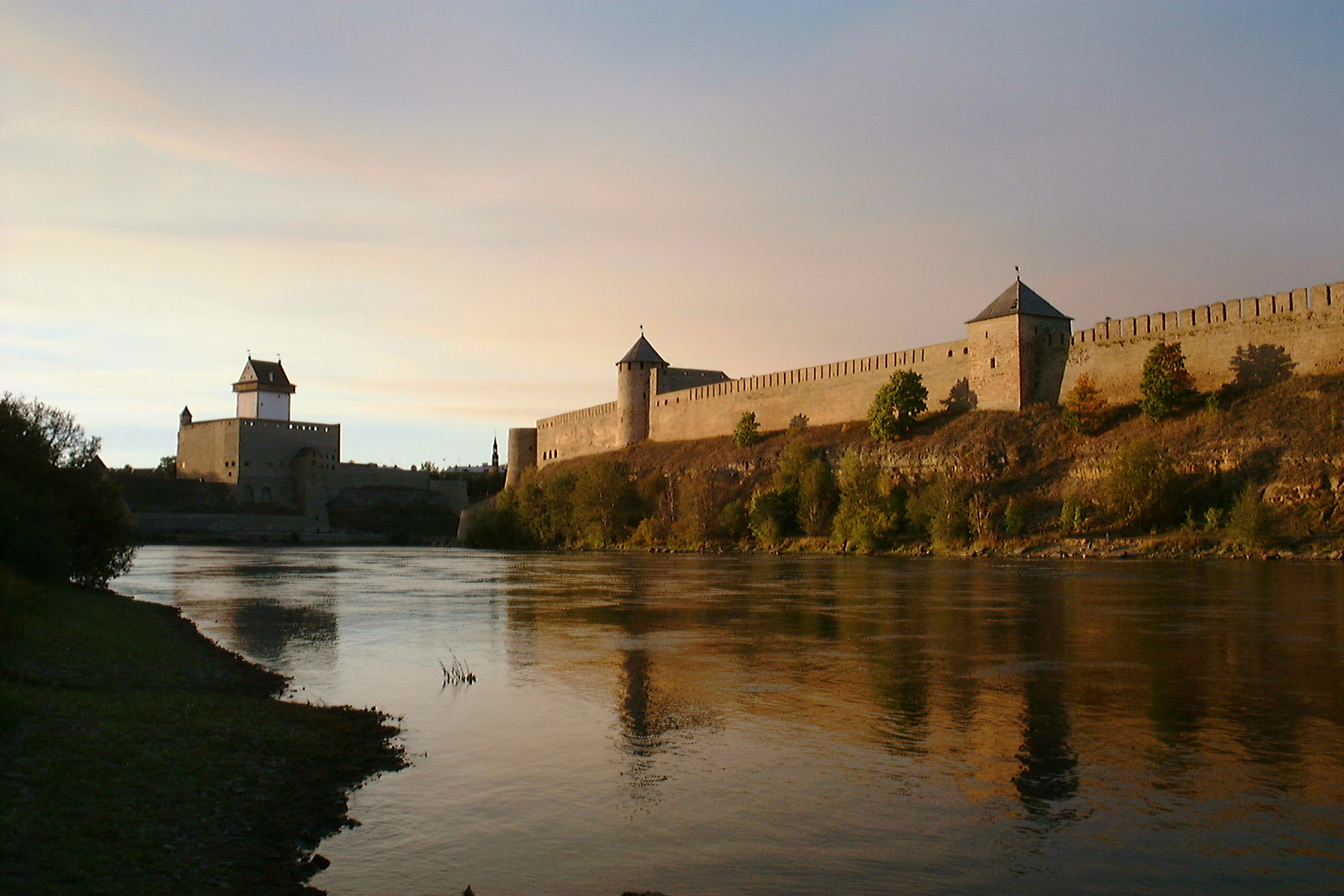
Curso del río Narva. En la margen izquierda aparece el castillo de Narva; a la derecha, la fortaleza de Ivángorod.

La ciudad debe su nombre al río Narva, en cuyas orillas se habrían asentado moradores de la cultura homónima desde el v milenio a. C. La primera referencia escrita aparece en la Crónica de Nóvgorod hacia el año 1172.
En el siglo XIII, el reino danés impulsó la construcción del castillo de Hermann y de una pequeña villa en la ribera izquierda del río. Aunque las primeras menciones al mismo datan de los años 1270, se considera que la fundación oficial de Narva tuvo lugar en 1345, luego de que el rey Valdemar IV le otorgase derechos de ciudad según la ley de Lübeck. Un año más tarde, la orden de Livonia compró los terrenos y se hizo con su control.
Allende el río Narva, en el Principado de Moscú, el príncipe Iván III ordenó en 1492 que se levantara la actual fortaleza de Ivángorod para defenderse de la orden. Dicho castillo dio origen a la ciudad rusa de Ivángorod. A pesar de numerosos cambios en lo referente a su territorio y soberanía, Ivángorod fue considerada parte de Narva desde 1649 hasta 1945.
Narva fue capturada por los rusos durante el estallido en 1558 de la Guerra Livona, y las nuevas autoridades la convirtieron en un puerto comercial. En 1581 el ejército de  Suecia se hizo con la ciudad bajo las órdenes de Pontus De la Gardie; aunque los rusos intentaron reconquistarla durante la guerra ruso-sueca de 1590, el tratado de Teusina puso fin a las pretensiones territoriales durante un siglo. Los suecos aprovecharon el tiempo para levantar un casco antiguo barroco y también para reforzar la defensa local con estructuras como el Bastión Victoria, diseñado por Erik Dahlbergh, que hoy forman parte del patrimonio cultural de Estonia.
En la Gran Guerra del Norte, unas tropas suecas en inferioridad numérica consiguieron derrotar a los rusos en la batalla de Narva de 1700. Cuatro años más tarde, el Imperio ruso reconquistaría la plaza con un ejército modernizado y pudo integrarla en la gobernación de San Petersburgo. Las nuevas autoridades reconvirtieron la villa en el referente industrial de la actual Estonia, a través de la Compañía de Manufacturas de Kreenholm (abierta en 1857) y de la línea de ferrocarril entre Tallin y San Petersburgo inaugurada en 1870.

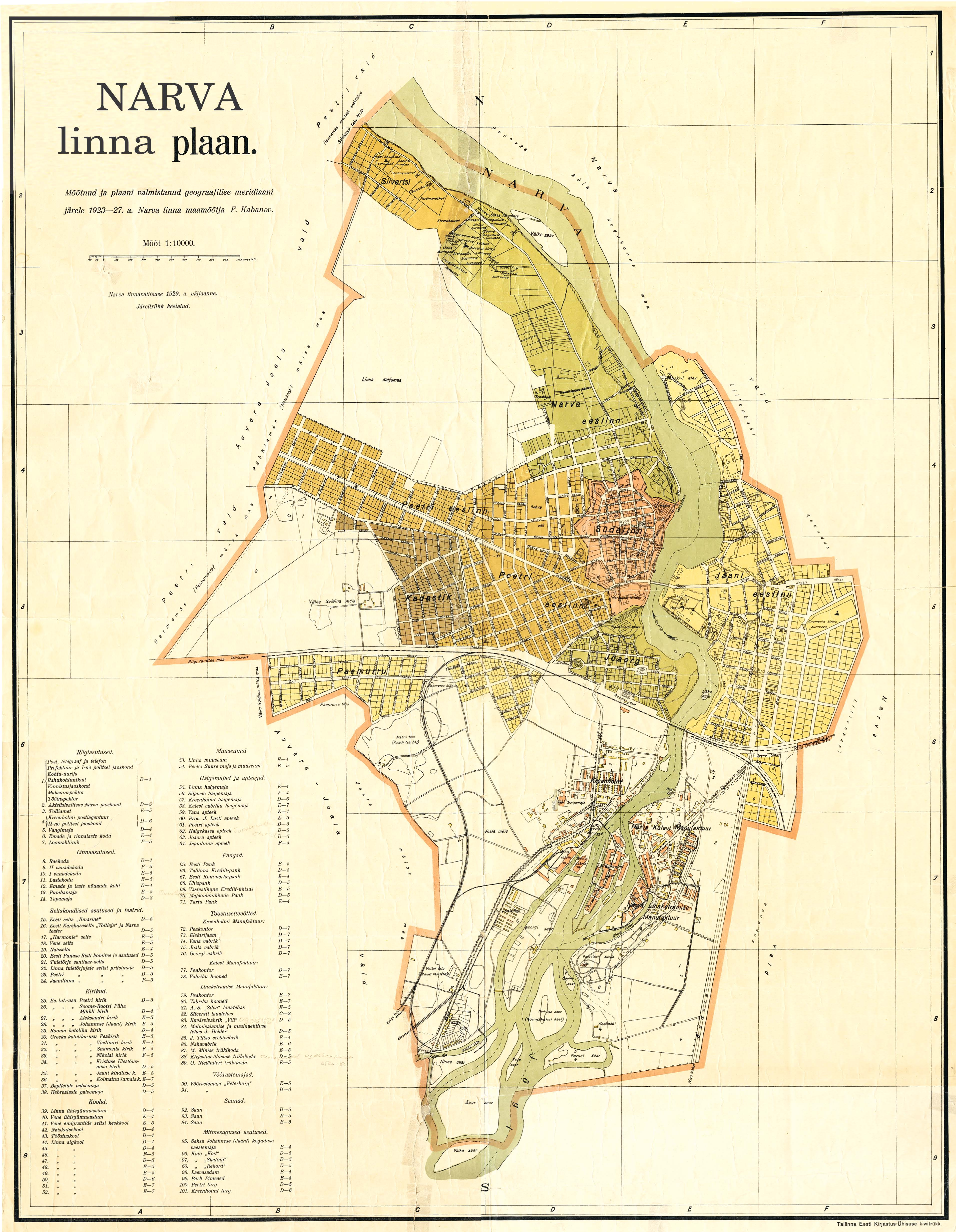
Mapa de Narva que integra a Ivángorod (1929).

Narva fue un territorio disputado durante la Primera Guerra Mundial y la Guerra de Independencia de Estonia. En julio de 1917 se hizo una consulta en la que la población local, dividida entre rusos y estonios a partes iguales, resolvió adherirse a la nueva República de Estonia. La ciudad llegó incluso a ser capital de la efímera Comuna del Pueblo Trabajador de Estonia con apoyo del ejército rojo (1918). Finalmente, en el tratado de Tartu de 1920 se establecieron las fronteras que integraban a Narva (incluyendo Ivángorod) en Estonia.
Dada su condición de enclave fronterizo, Narva sufrió numerosos ataques en la Segunda Guerra Mundial y fue campo de batalla entre el ejército nazi y el Ejército Rojo. El 6 de marzo de 1944, la Fuerza Aérea Soviética bombardeó toda la ciudad para expulsar a los alemanes, incluyendo el casco antiguo, si bien la población civil había sido evacuada dos meses antes. Del mismo modo, los invasores destruyeron parte de lo que aún quedaba en pie durante su resistencia. Para cuando los soviéticos capturaron Narva el 26 de julio, se encontraron una villa completamente destruida.
Entre 1945 y 1991, la Unión Soviética mantuvo a Narva en la RSS de Estonia y estableció como frontera natural el río Narva, por lo que Ivángorod quedó integrada en la RSFS de Rusia. Toda la ciudad fue reconstruida desde cero con edificios de inspiración soviética, y tan solo pudieron salvarse tres construcciones del casco antiguo, entre ellos la casa consistorial barroca. Además, los estonios nativos se vieron superados por una creciente población rusa que emigraba para trabajar en la industria local.
Estonia recuperó su independencia en 1991 y desde entonces Narva ha vuelto a ser una ciudad fronteriza, en esta ocasión con una mayoría de población rusohablante. Se han llevado a cabo numerosas reformas en la localidad, entre ellas la apertura de un centro comercial y la inauguración de un paseo de 967 m sobre el río Narva. En la década de 2020, a raíz de la invasión rusa de Ucrania, la frontera fue uno de los principales puntos de llegada de refugiados ucranianos y el gobierno ha retirado la mayoría de los símbolos soviéticos que aún quedaban.

## Geografía

### Ubicación
Narva está ubicada en el extremo noreste de Estonia, con un área total de 84,54 km² y a 25 m sobre el nivel del mar. La ciudad limita al este con el curso del río Narva, que nace en el lago Peipus y desemboca en el golfo de Finlandia (Narva-Jõesuu).
En el margen derecho del río Narva se encuentra la ciudad rusa de Ivángorod, perteneciente al óblast de Leningrado. Durante tres siglos estuvo considerada un distrito de Narva, hasta que en 1945 se independizó después de que la Unión Soviética estableciese el río como frontera natural.
Narva se encuentra más cerca de la rusa San Petersburgo (136 km) que de la capital Tallin (194 km). Las ciudades estonias a menor distancia son Sillamäe (24 km), Jõhvi (43 km), Rakvere (103 km) y Tartu (139 km). En cuando a las ciudades rusas, está en frente de Ivángorod y a tan solo 25 km de Kingisepp.
| Noroeste: Vaivara     | Norte: Óblast de Leningrado | Noreste: Óblast de Leningrado |
| Oeste: Vaivara        |                             | Este: Ivángorod (Rusia)       |
| Suroeste: Lago Peipus | Sur: Lago Peipus            | Sureste: Ivángorod (Rusia)    |

### Clima
El clima de Narva es continental húmedo, más moderado que en el interior de Estonia por la cercanía al mar Báltico. Los inviernos son muy fríos y oscuros, mientras que el verano es moderadamente cálido y con precipitaciones. 
| Parámetros climáticos promedio de Narva (1971–2000) | Parámetros climáticos promedio de Narva (1971–2000) | Parámetros climáticos promedio de Narva (1971–2000) | Parámetros climáticos promedio de Narva (1971–2000) | Parámetros climáticos promedio de Narva (1971–2000) | Parámetros climáticos promedio de Narva (1971–2000) | Parámetros climáticos promedio de Narva (1971–2000) | Parámetros climáticos promedio de Narva (1971–2000) | Parámetros climáticos promedio de Narva (1971–2000) | Parámetros climáticos promedio de Narva (1971–2000) | Parámetros climáticos promedio de Narva (1971–2000) | Parámetros climáticos promedio de Narva (1971–2000) | Parámetros climáticos promedio de Narva (1971–2000) | Parámetros climáticos promedio de Narva (1971–2000) |
| Mes                                                 | Ene.                                                | Feb.                                                | Mar.                                                | Abr.                                                | May.                                                | Jun.                                                | Jul.                                                | Ago.                                                | Sep.                                                | Oct.                                                | Nov.                                                | Dic.                                                | Anual                                               |
| --------------------------------------------------- | --------------------------------------------------- | --------------------------------------------------- | --------------------------------------------------- | --------------------------------------------------- | --------------------------------------------------- | --------------------------------------------------- | --------------------------------------------------- | --------------------------------------------------- | --------------------------------------------------- | --------------------------------------------------- | --------------------------------------------------- | --------------------------------------------------- | --------------------------------------------------- |
| Temp. máx. media (°C)                               | −3.2                                                | −3.1                                                | 1.6                                                 | 8.7                                                 | 15.7                                                | 19.9                                                | 21.7                                                | 20.2                                                | 14.4                                                | 8.3                                                 | 2.0                                                 | −1.4                                                | 8.7                                                 |
| Temp. media (°C)                                    | -5.8                                                | -6.2                                                | -2.0                                                | 4.0                                                 | 10.1                                                | 14.8                                                | 16.9                                                | 15.4                                                | 10.3                                                | 5.4                                                 | -0.1                                                | -3.8                                                | 4.9                                                 |
| Temp. mín. media (°C)                               | −8.9                                                | −9.7                                                | −5.4                                                | -0.1                                                | 4.4                                                 | 9.3                                                 | 11.7                                                | 10.7                                                | 6.3                                                 | 2.5                                                 | −2.5                                                | −6.7                                                | 0.9                                                 |
| Precipitación total (mm)                            | 36                                                  | 28                                                  | 33                                                  | 32                                                  | 43                                                  | 62                                                  | 75                                                  | 89                                                  | 76                                                  | 72                                                  | 54                                                  | 47                                                  | 646                                                 |
| Días de precipitaciones (≥ 1.0 mm)                  | 11                                                  | 8                                                   | 9                                                   | 8                                                   | 7                                                   | 9                                                   | 10                                                  | 11                                                  | 12                                                  | 13                                                  | 14                                                  | 12                                                  | 124                                                 |
| Horas de sol                                        | 29.6                                                | 60.3                                                | 123.9                                               | 178.4                                               | 274.5                                               | 284.0                                               | 286.7                                               | 231.0                                               | 133.2                                               | 76.0                                                | 26.8                                                | 16.5                                                | 1718.7                                              |
| Fuente: Estonian Weather Service                    |                                                     |                                                     |                                                     |                                                     |                                                     |                                                     |                                                     |                                                     |                                                     |                                                     |                                                     |                                                     |                                                     |

## Demografía
Con un total de 57 130 habitantes según el censo de 2017, Narva es la tercera ciudad más habitada de Estonia por detrás de Tallin y Tartu, y la primera donde las personas de origen ruso son mayoría.
Se estima que más del 93 % de la población de Narva es rusohablante y un 82 % tienen ascendencia rusa, mientras que un 4 % son de origen estonio. En el resto de grupos minoritarios destacan los ucranianos (2,5 %) y los bielorrusos (2 %). Hasta los años 1930 los estonios eran el grupo étnico principal y los rusos suponían un 30 %, pero todo cambió con la destrucción de la ciudad en la Segunda Guerra Mundial; la Unión Soviética impulsó un programa de reconstrucción que atrajo a inmigrantes de otras repúblicas socialistas, en detrimento de la población estonia. Para cuando se produjo la independencia de Estonia en 1991, más del 70 % de los narvenses eran descendientes de la rusificación.
Un 48 % de los habitantes son ciudadanos estonios, un 36 % tienen pasaporte de la Federación Rusa, y un 14% son apátridas. Desde la invasión rusa de Ucrania en 2022, el número de nacionalizaciones estonias se ha incrementado en detrimento de la ciudadanía rusa.

## Economía

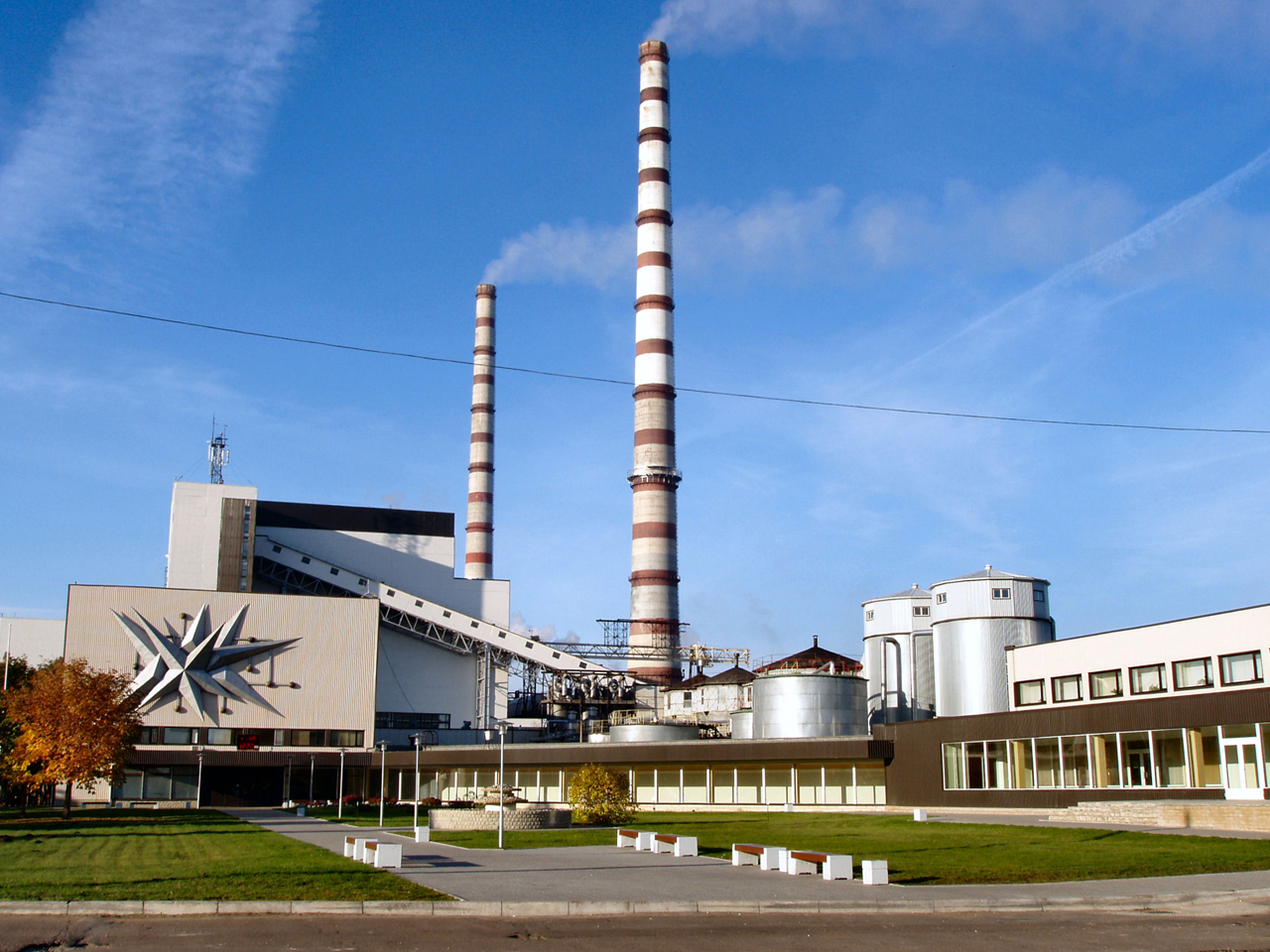
Complejo energético de Narva.

Los sectores más importantes de la economía de Narva son la venta minorista, transporte de mercancías, servicios, construcción e industria manufacturera, con un alto número de pequeñas y medianas empresas. Algunas multinacionales presentes en la localidad son Alstom (electricidad) y Fortaco (ingeniería).
Narva es un punto clave del sector energético nacional, pues allí se produce aproximadamente el 90% de la energía consumida en Estonia. En los alrededores pueden encontrarse hasta cinco plantas de energía que integran el complejo energético de Narva (Narva Elektrijaamad), propiedad de Eesti Energia. Las más importantes son la termoeléctrica «Eesti», con una capacidad instalada de 1615 MW; la planta «Balti», de 765 MW, y la planta combinada «Auvere», de 300 MW.
Desde 1857 hasta 2010 el mayor empleador de Narva era la compañía textil Kreenholmi Manufaktuur, cuyo edificio se encuentra en la isla de Kreenholm a las orillas del río Narva. En su época de esplendor fue el molino de algodón más importante del Imperio Ruso, y durante la Unión Soviética llegó a contar con una plantilla de 12 000 empleados. Después de una privatización y diversas reestructuraciones, la crisis de 2008 les condenó a la quiebra y posterior cierre. Las instalaciones permanecen abiertas para empresas de menor tamaño.
En 2016 la tasa de desempleo se situaba en el 8,6 %, por encima de la media nacional. Las autoridades estonias han intensificado la lucha contra el contrabando en la frontera con Rusia.

## Cultura

### Arquitectura

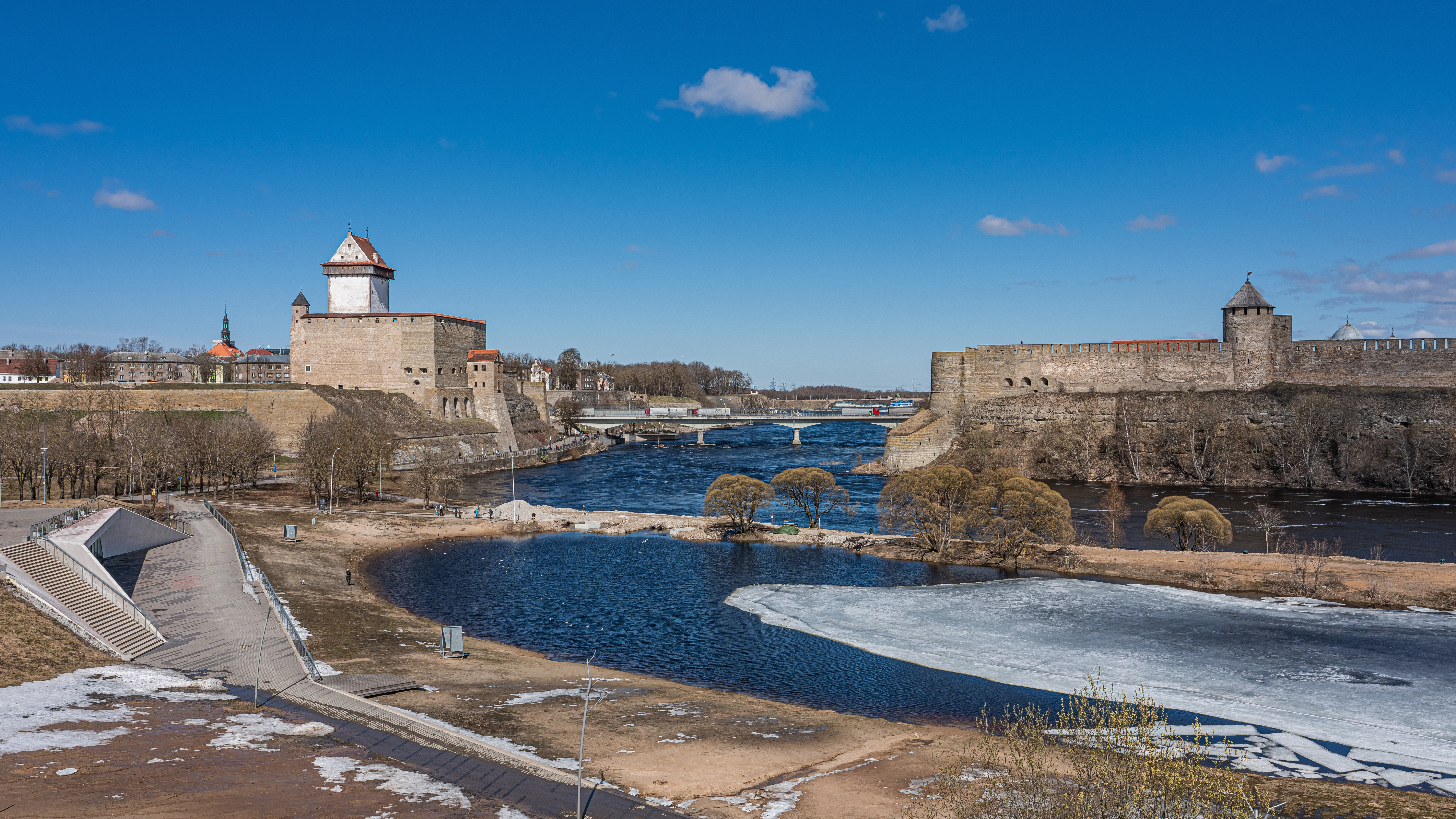
Castillo de Narva

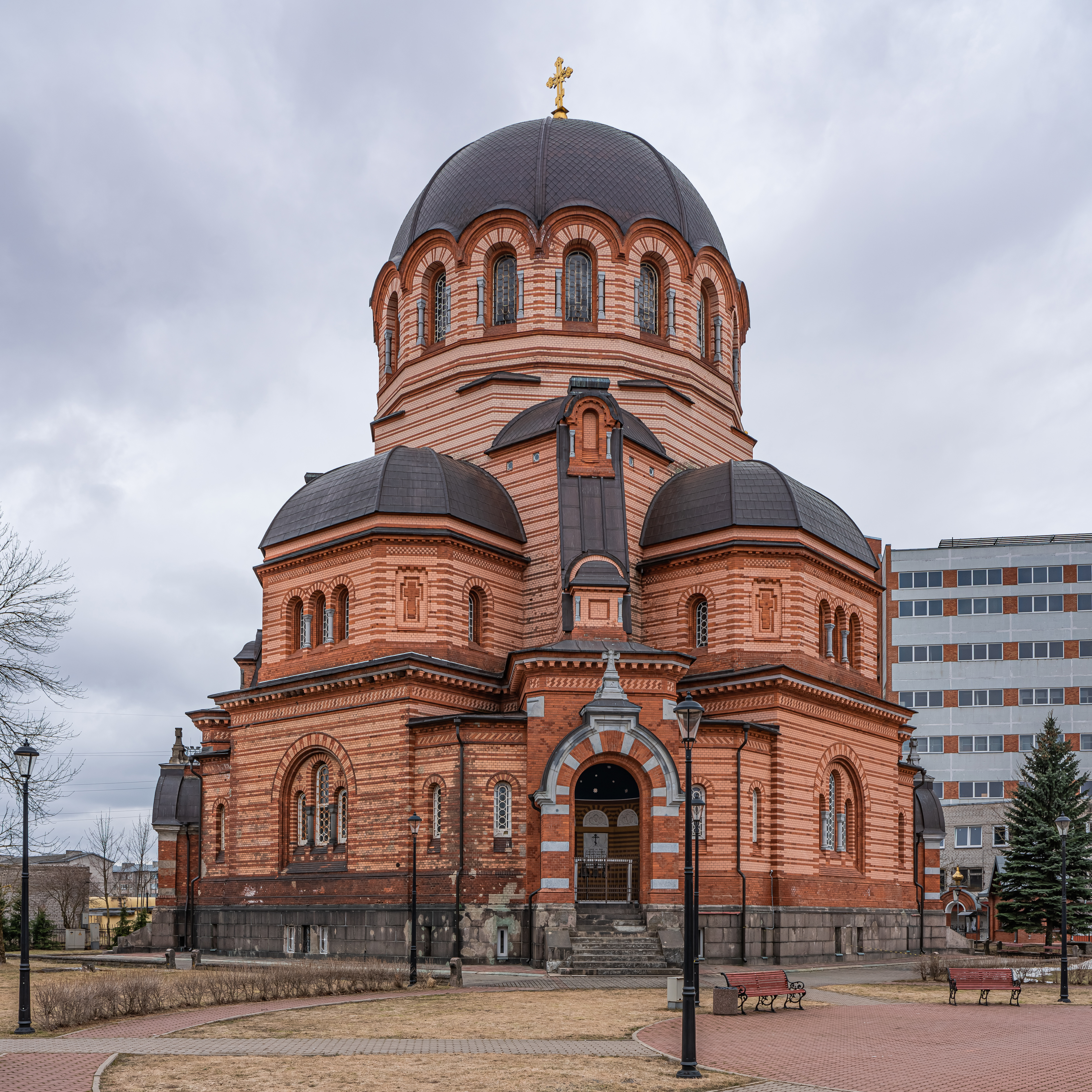
Catedral de la Resurrección de Cristo.

Buena parte de las construcciones de Narva datan de mediados del siglo XX y están muy influidas por el periodo soviético. El mayor patrimonio arquitectónico que se ha podido conservar es el castillo de Hermann, sobre el cual se fundaría la ciudad, y siete bastiones defensivos diseñados por Erik Dahlbergh. El castillo fue erigido en 1256 por el reino de Dinamarca, primero con estructura de madera y a partir del siglo XIV con piedra. Para defenderse de los caballeros de Livonia, los rusos levantaron la fortaleza de Ivángorod al otro lado del río. Hoy el castillo de Narva alberga el museo de la ciudad, así como el bastión Victoria.
Aunque Narva tuvo un casco antiguo barroco construido por los suecos en el siglo XVII, los bombardeos de la Segunda Guerra Mundial y la posterior reconstrucción acabaron con casi todo ese legado. Uno de los pocos puntos conservados de la época es la casa consistorial (en estonio, Narva Raekoda), inaugurada en 1671 y de estilo barroco con detalles neoclásicos. Quedó muy dañada después de la guerra, pero los soviéticos sí aceptaron restaurarla porque la efímera Comuna del Pueblo Trabajador había establecido su gobierno provisional allí. Los otros edificios que la rodeaban, como la Bolsa o las residencias de la aristocracia sueca, no corrieron la misma suerte: hoy la plaza del ayuntamiento está rodeada por el Colegio de Narva (cuyo diseño está basado en la desaparecido Bolsa) y por bloques de pisos.
La catedral de la Resurrección de Cristo es un templo ortodoxo de estilo neobizantino, inaugurado el 5 de agosto de 1890 en presencia del zar Alejandro III. Fue el único monumento de Narva que no sufrió daños significativos durante la guerra, y al formar parte de la Iglesia Ortodoxa Rusa las autoridades toleraron su actividad religiosa. De forma más modesta, la catedral de Alejandro pertenece a los luteranos y fue abierta en 1883 como iglesia; el presidente Lennart Meri le otorgó su estatus actual en septiembre del 2000.

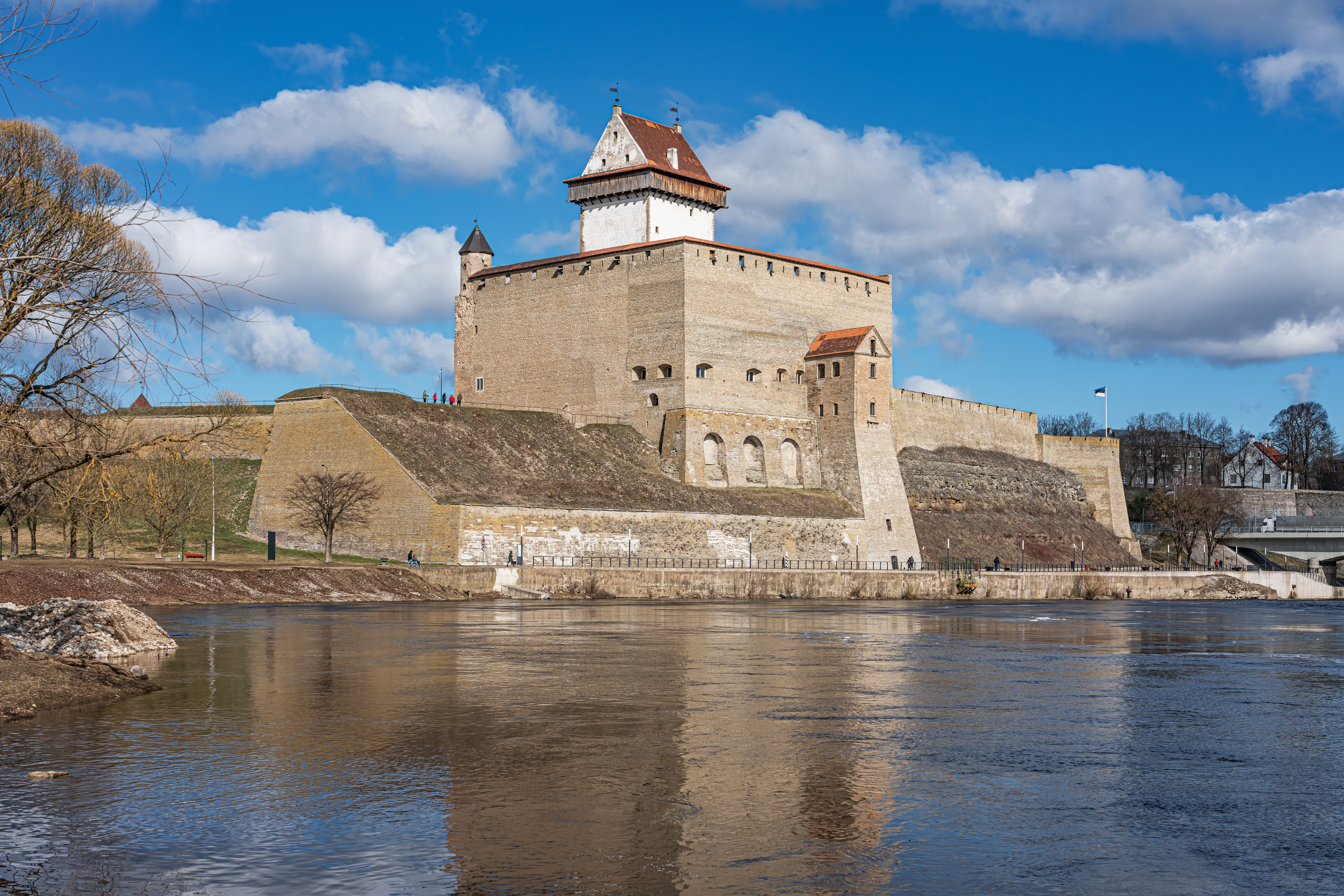
Castillo de Hermann.
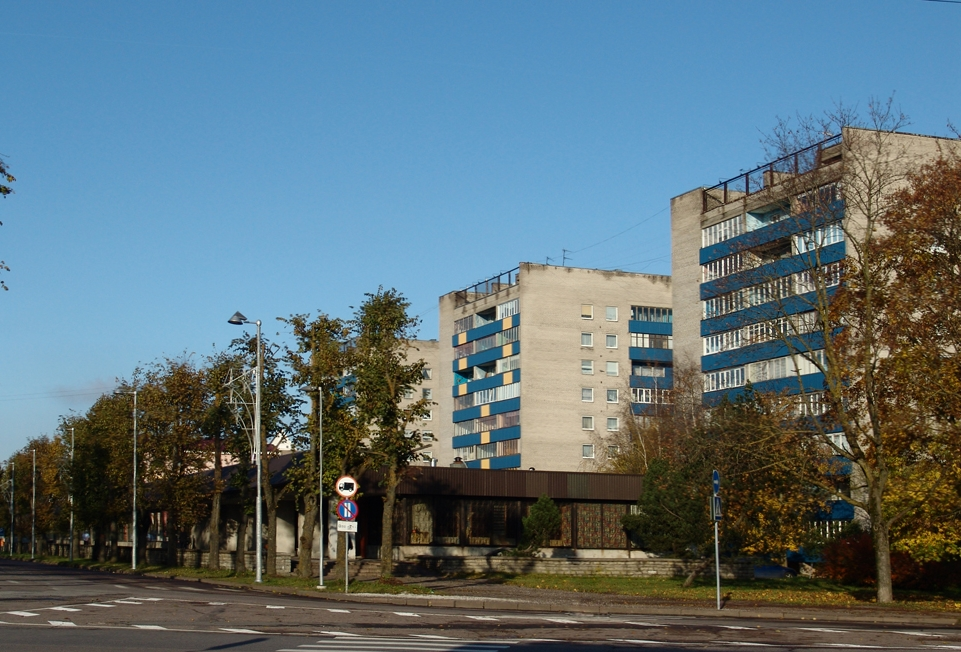
Microdistritos soviéticos.

### Esculturas

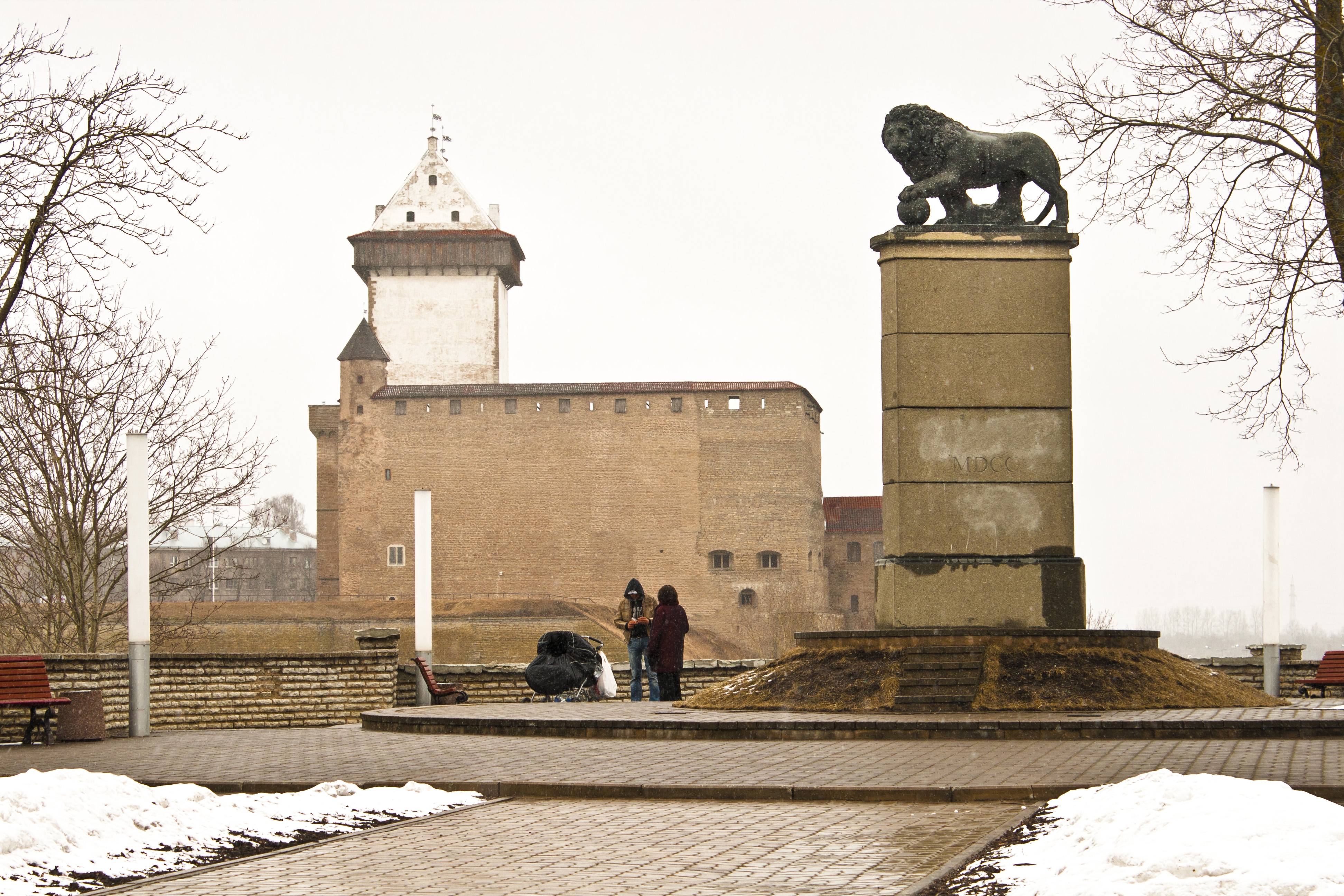
Escultura del «león sueco».

Dentro de las esculturas locales, la más conocida fuera es el «león sueco de Narva». Se trata de un león de Médici que recuerda la influencia de la corona de Suecia en el desarrollo de Narva, pues su diseño es similar al león del Palacio Real de Estocolmo. La pieza original de 1936, diseñada por Ragnar Östberg, quedó destruida durante la Segunda Guerra Mundial y las autoridades soviéticas se negaron a restaurarla. La actual data del 2000 y es un regalo del gobierno sueco con motivo del tercer centenario de la batalla de Narva.
Hay numerosos monumentos que honran la memoria de los caídos en la batalla de Narva de 1700.
Dada la mayoría de rusohablantes, Narva cuenta con bustos y estatuas de destacados miembros de la cultura de Rusia, entre ellos Aleksandr Pushkin y Pedro I el Grande. En la calle principal hay una escultura del ajedrecista Paul Keres, inaugurada en 2016 con motivo del centenario de su nacimiento.

## Educación
La localidad cuenta con más de veinte centros de educación básica entre escuelas y gimnasios. Las competencias en esta materia corresponden al gobierno nacional, que establece el idioma estonio como única lengua vehicular. Aunque en Narva se imparten algunas clases en ruso, el dominio del estonio es obligatorio para obtener la nacionalidad estonia.
La principal institución de enseñanza superior es el Colegio de Narva, adscrito a la Universidad de Tartu. Fue fundado en 1999 y cuenta con cinco departamentos orientados a la formación de profesores: Estudios Cívicos, Psicología y Pedagogía, Lengua y literatura estonia, Lengua y literatura rusa, e Idiomas extranjeros. El municipio dispone también de un centro de formación profesional, un liceo de lenguas extranjeras y una escuela de náutica.

## Transporte

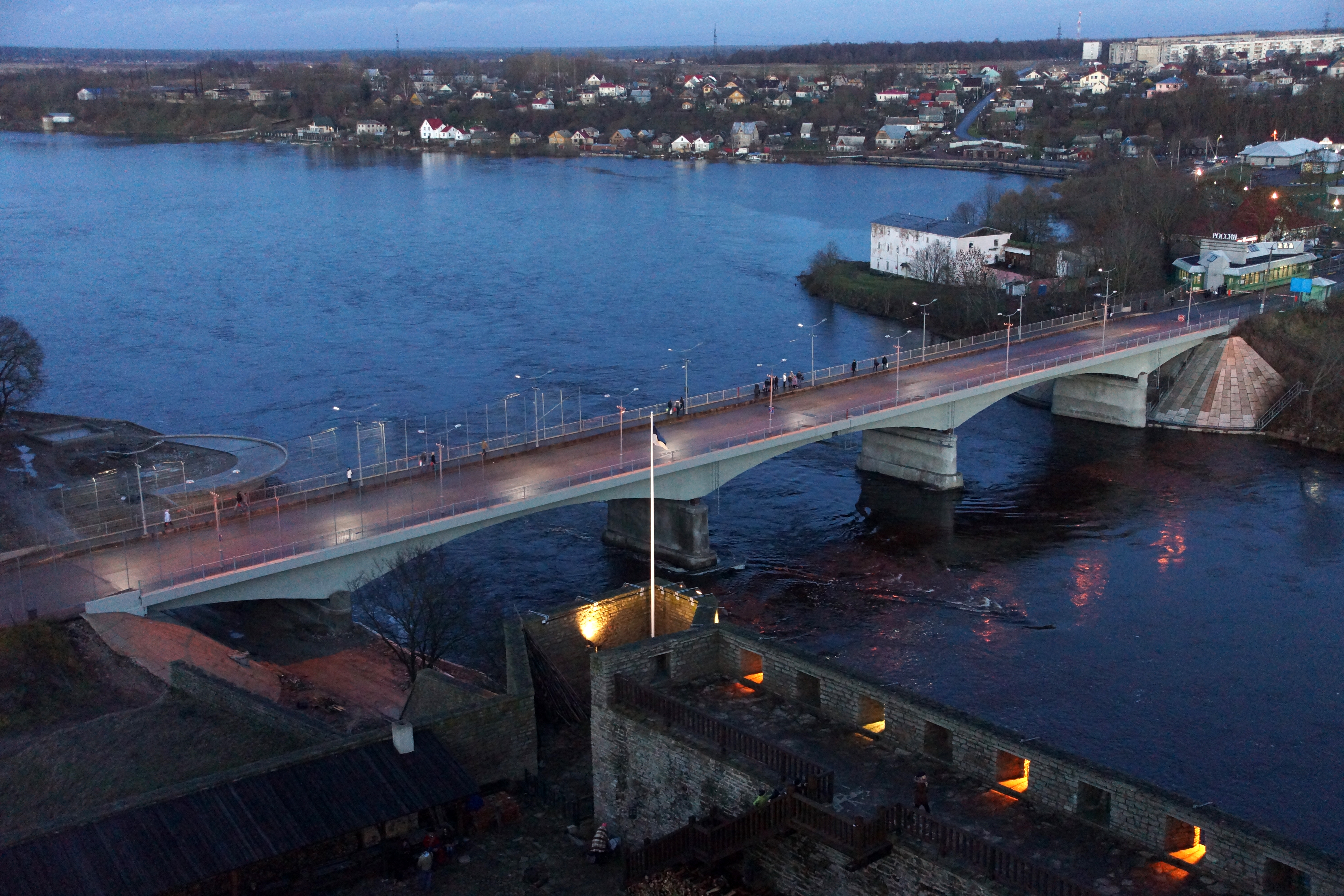
El «puente de la amistad» de Narva lleva hasta la frontera con Rusia.

La movilidad en Narva depende del vehículo privado. Para llegar hasta allí la mejor opción es la carretera europea E 20, coincidente con la autopista nacional 1 (Tallin-Jõhvi-Narva), que desde la capital estonia cruza el norte del país hasta llegar a San Petersburgo. El resto son carreteras secundarias, siendo la más importante la carretera 91 que rodea todo el río Narva hasta llegar a Narva-Jõesuu.
Narva es el principal paso fronterizo entre Estonia y Rusia. El país báltico forma parte del espacio Schengen, pero para cruzar la frontera con Rusia hay que pasar un control fronterizo en el puente sobre el río Narva. El principal es el «puente de la amistad», que ha inspirado incluso la versión rusa de la serie de televisión El puente. El tránsito por esta frontera ha quedado muy limitado desde 2022 a raíz de la invasión rusa de Ucrania y las sanciones internacionales contra Rusia.
Hay numerosas líneas de autobús desde Tallin hasta Narva, así como una red de autobuses urbanos. El recorrido desde la capital dura aproximadamente tres horas sin retenciones. Por la estación de ferrocarril de Narva cruzan tres líneas: una nacional de Elron (Tallin-Narva) y dos internacionales de Go Rail (Tallin-San Petersburgo y Tallin-Moscú).
La ciudad no cuenta con aeropuerto. La alternativa es el aeropuerto de Tallin.

## Ciudades hermanadas
Narva está hermanada con las siguientes ciudades:
- Gorna Oryahovitsa (Bulgaria)
- Karlskoga (Suecia)